# جیره‌بندی در ایران

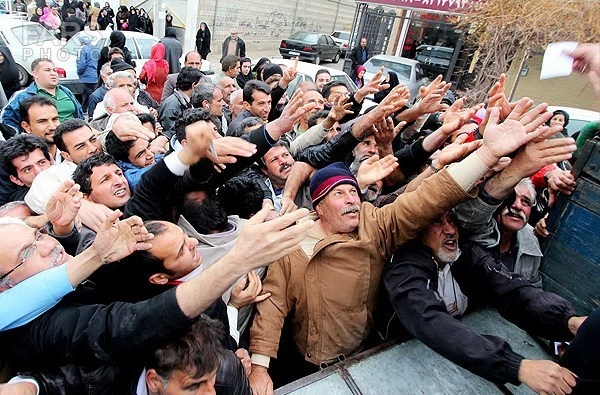
توزیع سبد کالا در شیراز، ۱۴ بهمن ۱۳۹۲.

جیره‌بندی در ایران در مقاطع مختلف زمانی بر روی کالاها و امکانات مختلف اعمال شده‌است از جمله به روش‌های زیر:
- جیره‌بندی آب در ایران[۱][۲][۳]
- سهمیه‌بندی سوخت در ایران
- انتشار کالابرگ
- سبد کالا
- قطع برق در ایران